# Ambrogio Contarini
Ambrogio Contarini (Venecia, 1429- ibídem, 1499) fue un noble, mercante y diplomático veneciano famoso por su viaje a Persia, cuya crónica publicó en 1476.

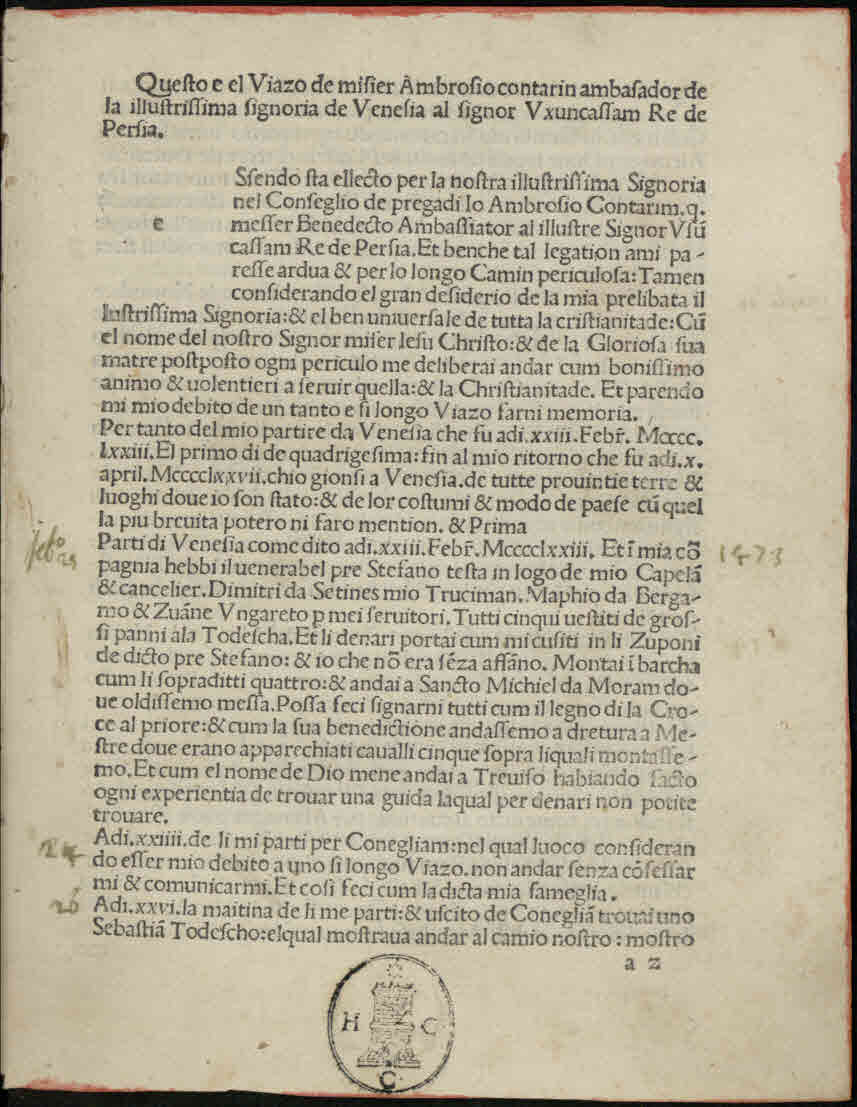
Viaggio al signor Usun Hassan re di Persia, 1487

Ambrogio Contarini era parte de la familia Contarini, patricios de la alta sociedad veneciana. Pasó su juventud en la capital otomana, Constantinopla, como mercader pero hubo de dejar la ciudad después de que la guerra entre otomanos y venecianos estallara en 1463. En 1470, a bordo del Aegeus, luchó contra los turcos en el mar. La República de Venecia, deseosa de alianzas contra sus enemigos turcos, envió a Contarini en una misión diplomática ante Uzún Hasán, el gobernante iraní de la confederación de los Aq Qoyunlu con el que otros viajeros venecianos como Caterino Zeno y Giosafat Barbaro ya habían contactado.
Partió de Venecia en febrero de 1474, viajando a través de Europa central. Fue huésped de Casimiro IV Jagellón, rey de Polonia y gran duque de Lituania y pasó por Kiev y el puerto genovés de Caffa en la península de Crimea, antes de seguir por el mar Negro hasta el Georgia. Continuó por Armenia llegando a Tabriz en agosto de 1474. En octubre se presentó ante Uzún Hasán en su capital de Isfahán. Pese a ser amablemente recibido, la propuesta de alianza veneciana fue rechazada. Contarini permaneció en Persia hasta 1475.
Contarini regresó a Venecia en abril de 1477, después de muchos retrasos y de un difícil viaje de regreso. Los otomanos, conocedores de los intentos diplomáticos venecianos vigilaban las rutas a través del territorio de su vasallo, el kanato de Crimea y los enclaves genoveses de Gazaria habían caído en manos turcas durante su estancia persa. En ese viaje de regreso desde Irán, Contarini partió desde Derbent y atravesó en invierno las costas del mar Caspio hasta el puerto de Astracán, donde remontó el río Volga hacia el norte. Pasó por Moscú, donde tuvo una audiencia con el zar Iván III antes de volver a reunirse con Casimiro IV en Trakai
El día de su llegada a Venecia, Contarini informó oralmente al Consejo de la República. Su informe fue publicado en Venecia en 1476 por H. Foxius como Questo e el Viazo de misier Ambrogio Contarini. Una crónica escrita de su misión fue impresa en 1486 en Vicenza. El itinerario de Contarini está dominado por sus propias vicisitudes personales pero tiene información valiosa sobre las regiones  que visitó, especialmente del Irán bajo el dominio de Uzún Hasán.

## Obras
- Contarini, Ambrogio (1487). Viaggio al signor Usun Hassan re di Persia (en italiano). Annibale Fossi.